# Тяньшаніт

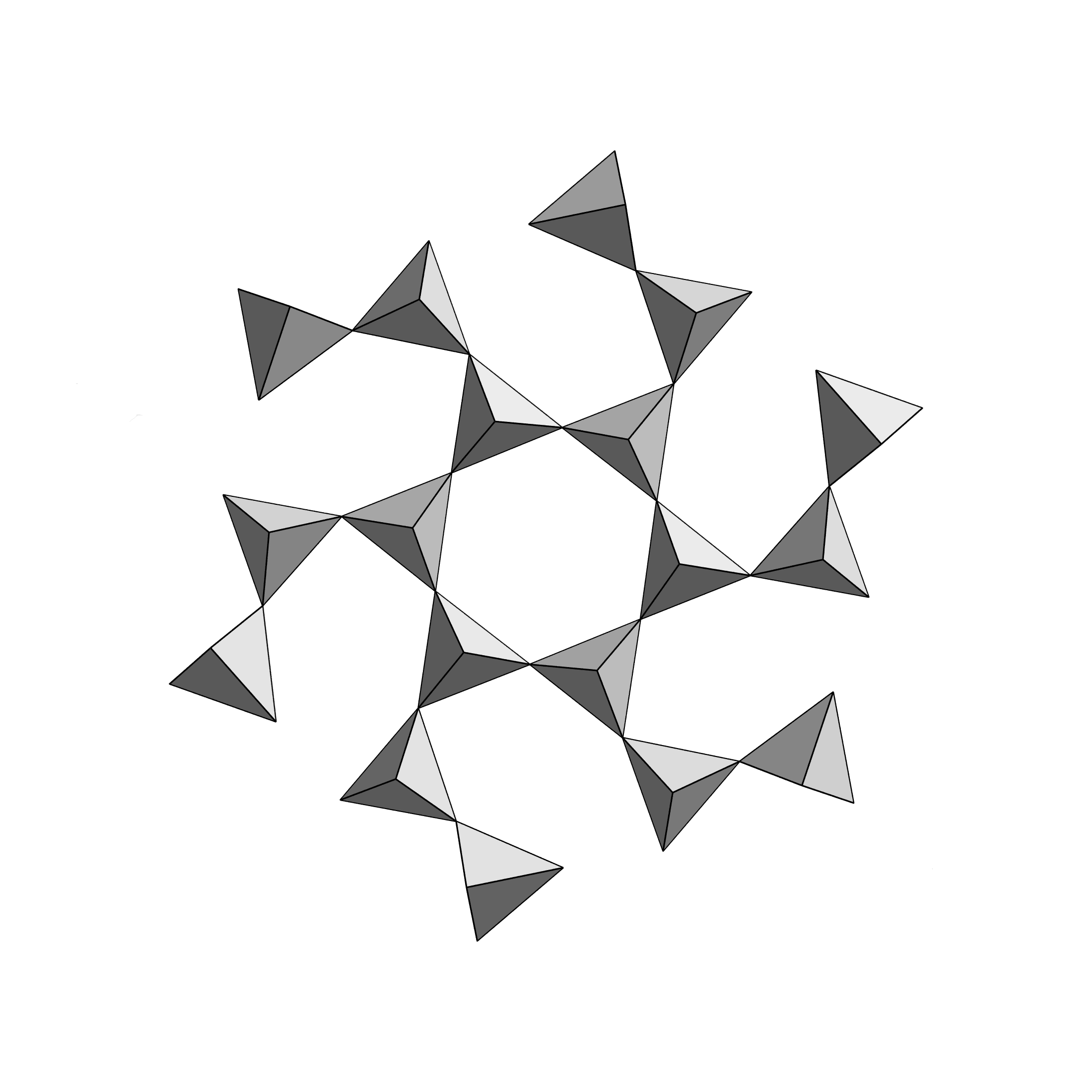
Структура тяншаніту

Тяньшаніт (англ. tienshanite; нім. Tienshanit m) — мінерал, боросилікат натрію, барію, манґану і титану.
Назва — В. Д. Дусматов, О. Ф. Єфімов, В. Ю. Алхазов, М. Є. Казакова, Н. Г. Шумяцька, 1967.

## Опис
Хімічна формула за «Fleischer's Glossary» (2004): BaNa2MnTiB2Si6O20. Містить у % (з лужних пегматитів Туркестано-Алайської провінції): Na2O — 5,93; BaO — 18,00; MnO — 7,80; TiO2 — 6,90; B2O3 — 7,50; SiO2 — 43,24. Домішки: Nb2O5, K2O, CaO, Fe2O3, Ta2O5.
Сингонія гексагональна. Дипірамідальний вид. Утворює мономінеральні скупчення неправильної форми, які складаються з дрібнокристалічних аґреґатів. Спайність по (001) ясна. Густина 3,29. Тв. 6,0-6,5. Колір фісташково-зелений. Блиск скляний. Крихкий. Супутні мінерали: стилуеліт, датоліт, данбурит.

## Поширення
Знайдений у лужних пегматитах в одному з масивів Туркестано-Алайської лужної провінції (Південний Тянь-Шань).